# جاي إنغام
جاي إنغام (بالإنجليزية: Jai Ingham)‏ (14 أغسطس 1993 بليزمور في أستراليا - ) هو لاعب كرة قدم أسترالي في مركز الوسط. لعب مع نادي بريزبان رور وHume City FC ‏ وOlympic FC ‏.

## روابط خارجية
- جاي إنغام على موقع قاعدة بيانات كرة القدم.إي يو (الإنجليزية)
- جاي إنغام على موقع ناشيونال فوتبول تيمز (الإنجليزية)
- جاي إنغام على موقع Soccerway.com (الإنجليزية)
- جاي إنغام على موقع عالم كرة القدم.نت (الإنجليزية)